# Ante Zelck
Ante Zelck (* 23. Dezember 1963 in Celle, Niedersachsen, eigentlich Andreas) ist ein deutscher Unternehmer und Hostelpionier.

## Leben
Ante Zelck wuchs in Celle auf. Dort absolvierte er nach Abschluss der Realschule eine Schlosserlehre. Im Jahre 1988 ging er nach Berlin und holte sein Abitur auf dem zweiten Bildungsweg nach. In dieser Zeit lebte er in verschiedenen besetzten Häusern in Berlin-Mitte und Kreuzberg. Danach studierte er Sozialpädagogik an der 1. Staatlichen Fachschule für Sozialpädagogik in Berlin und schloss sein Studium 1996 ab.
Zelck ist Vater eines Kindes.
Nach dem Studium arbeitete er als Sozialarbeiter in der Jugendhilfeeinrichtung Waschhaus und als Streetworker für das Projekt outreach in Berlin-Prenzlauer Berg.
Noch während des Studiums im Jahr 1994 eröffnete er Berlins erstes Hostel. Es hieß The backpacker und befand sich im vierten Stock der Köthener Straße 44 in Berlin-Kreuzberg.
Im Mai 1997 eröffnete er mit seinem Geschäftspartner Olaf Juhl in der Chausseestraße 102 in Berlin-Mitte das Mittes Backpackers Hostel (heute Ballhaus Berlin Hostel) und gab seinen Job als Sozialarbeiter auf, um sich ganz dem Hostel zu widmen. Im Jahre 2000 eröffneten die beiden das erste Hostel in Berlin-Kreuzberg, das baxpax Kreuzberg Hostel. Zelck und Juhl eröffneten im Jahr 2006 mit dem baxpax downtown Hostel Hotel in der Ziegelstraße 28 ihr drittes Haus. Dort befinden sich auch die von den beiden betriebene Bar Cosmo-Lounge und der Optica-Club. Alle drei Häuser sowie Lounge und Club werden bis heute von den beiden betrieben.

## Kunst und Hostelkultur
Von Anfang an verfolgte Zelck die Idee, den Hostels eine künstlerische Ausrichtung zu geben und entwarf damit das erste Design and Art-Hostelkonzept. Dieses setzte er erstmals 2011 bei der Komplettrenovierung des „baxpax Mitte Hostels“ konsequent um. Dieses firmiert seitdem offiziell als Art-Hostel.
Immer wieder brachte Zelck die Kunst in seine Hostels. 2006 ließ er einen VW Käfer in ein Hostelbett umbauen. Im gleichen Jahr stellte er im Hof des baxpax downtown Hostel Hotels mit einer Länge von über 5 Metern das nach eigenen Angaben größte Hostelbett Deutschlands auf. Eine fünf Meter große Supermannstatue, die kopfüber im Boden steckt, gastierte 2007 ebenfalls im baxpax downtown Hostel Hotel. Alle Hostels sind regelmäßig Orte für Ausstellungen, Kunst- und Kulturveranstaltungen.

## Kritik
Durch seine provokativen Werbeaktionen zog Zelck mehrere Male die Missgunst der Berliner Hostelbranche auf sich. So ließ er im Jahr 1998 Postkarten anfertigen, auf denen das Park Inn Hotel mit der Aufschrift „baxpax Hostels Hotels“ abgebildet war. Die Karte trug die Überschrift „Nur wer Visionen hat, wird wachsen.“ Deshalb wurde ihm von verschiedenen Seiten Größenwahn vorgeworfen.
In den Jahren 2010/11 mischte sich Zelck immer wieder in die Diskussion über die Touristenströme in Berlin-Kreuzberg ein. Er gab Interviews und verteidigte stets die Individualtouristen. Dadurch zog er den Unmut der Anwohner auf sich.